# Eunotiscus gahani
Eunotiscus gahani är en stekelart som beskrevs av Compere 1928. Eunotiscus gahani ingår i släktet Eunotiscus och familjen växtlussteklar. Inga underarter finns listade i Catalogue of Life.